# Castillete

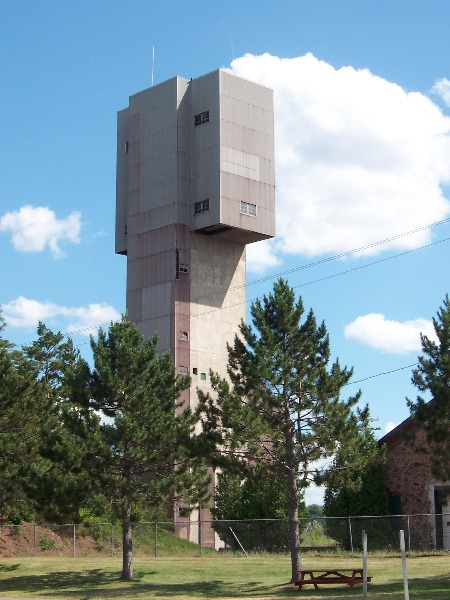
Torre de extracción del pozo C de la mina Cliffs en Ishpeming (Míchigan, Estados Unidos).

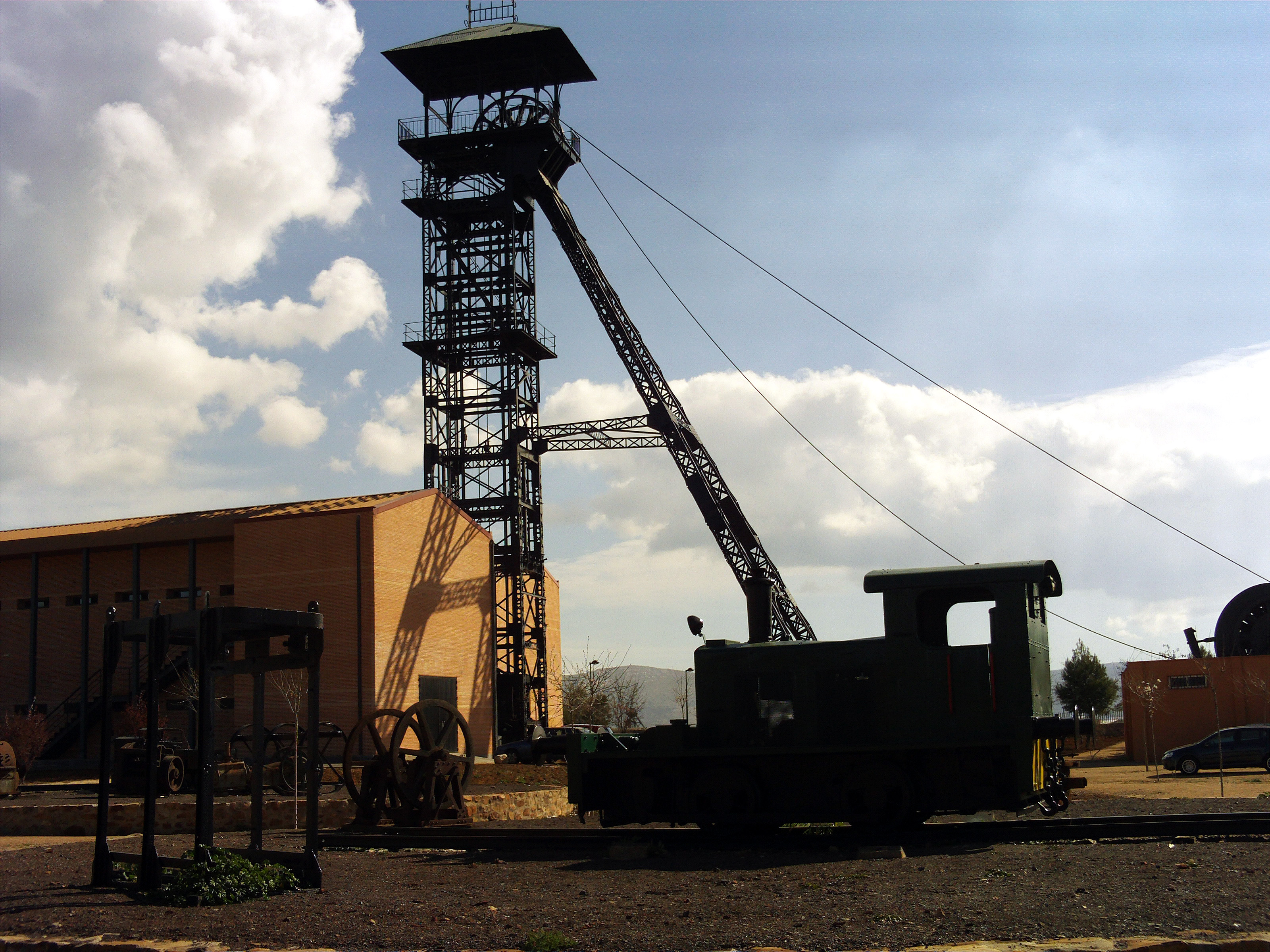
Castillete en el museo de la minería de Puertollano (Ciudad Real, España).

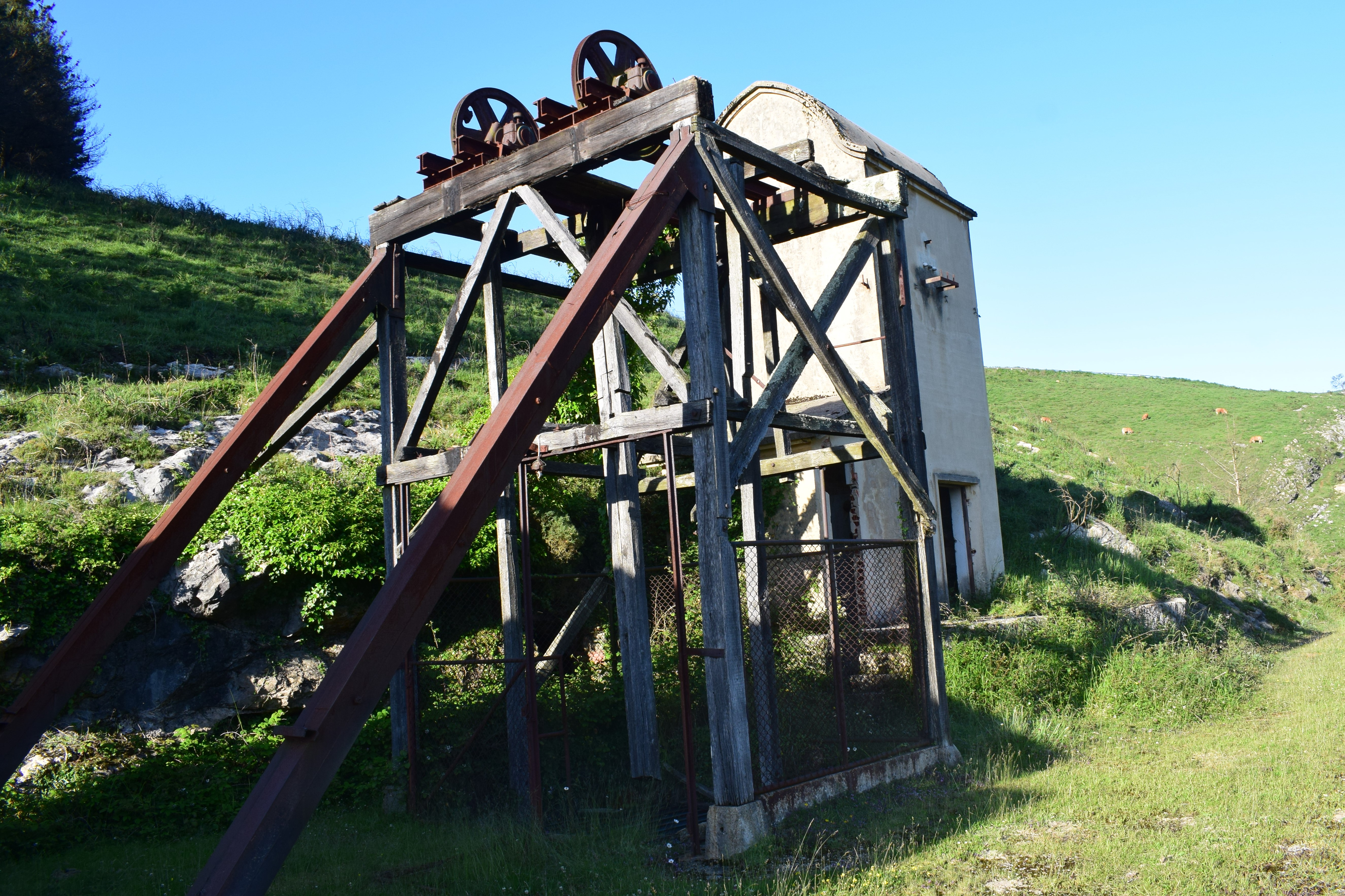
Castillete de madera de la mina Lacuerre en Cantabria (España).

El castillete, en minería, es la estructura situada sobre un pozo vertical cuya función es soportar las poleas a la suficiente altura sobre el brocal (boca) del pozo para permitir las maniobras de extracción.
Por las poleas, situadas en la parte superior del castillete, pasan los cables que sostienen en el interior del pozo las jaulas que circulan por él. Estos cables son accionados por la máquina de extracción, que en la mayoría de los casos se encuentra en la superficie. Si la máquina de extracción se sitúa sobre el castillete, este se denomina torre de extracción.
El castillete propiamente dicho se compone en la mayoría de los casos de cuatro pies verticales que sostienen las poleas en su parte superior y dos tornapuntas, enlazados entre sí, que dan estabilidad y resistencia. Los materiales utilizados para la construcción de los castilletes son principalmente acero y hormigón, aunque en el pasado se hicieron también con madera y mampostería.

## Simbolismo
Al ser la parte más visible de una mina subterránea, los castilletes se han convertido en los distintivos más reconocibles de las regiones con historia minera, como la cuenca del Ruhr en Alemania, los vales del sur de Gales en el Reino Unido o las provincias de León, Asturias o Ciudad Real en España.